# Bulgarus
Bulgarus  (Bologna, 1100 körül – Bologna, 1166) középkori itáliai jogtudós, glosszátor, Irnerius tanítványa.

## Élete, munkássága
Bulgarus életéről nem sokat tudunk. Az itáliai Bolognában született, nagy valószínűséggel nem nemesi családból származott. Kétszer házasodott, két gyermeke volt az első házasságából, de nem volt gyermeke a második házasságból, amelyet egy Imelda nevű özvegyasszonnyal kötött. Irnerius tanítványa volt a Bolognai Egyetemen, Martinus, Jacobus és Hugo mellett ő is a "négy doktor" egyike volt.
Martinus és Bulgarus két egymással szemben álló bolognai jogi iskolát képviseltek. Bulgarus sokkal inkább ragaszkodott a törvény betűjéhez, míg Martinus tanítása szerint a törvény értelmezése sokkal rugalmasabb volt. Bulgarus tanítása sokkal inkább a "Corpus Iuris Civilis"-en alapult. Bulgarus követői közül kerültek ki később a bolognai glosszátoriskola olyan neves képviselői, mint Johannes Bassianus, Accursius és Azo. Bulgarus jelentős szerepet játszott – a másik három doktorral együtt – a roncagliai birodalmi gyűlésen (1158-ban) amikor is Barbarossa Frigyes a Német-Római Birodalom császárát Itáliában megillető regáliák kérdésében fordult hozzájuk:  Bulgarus a birodalmi jogok védelméhez csatlakozott, tekintettel arra, hogy jogelmélete szigorúan római jogi alapokon állt.
Jelenlegi ismereteink szerint legfontosabb műve a De regulis juris.
1166. január 1-jén hunyt el.

## Fordítás
- Ez a szócikk részben vagy egészben  a   Bulgaro (glossatore) című olasz Wikipédia-szócikk fordításán alapul.  Az eredeti cikk szerkesztőit annak laptörténete sorolja fel. Ez a jelzés csupán a megfogalmazás eredetét és a szerzői jogokat jelzi, nem szolgál a cikkben szereplő információk forrásmegjelöléseként.
- Ez a szócikk részben vagy egészben  a   Bulgarus című angol Wikipédia-szócikk fordításán alapul.  Az eredeti cikk szerkesztőit annak laptörténete sorolja fel. Ez a jelzés csupán a megfogalmazás eredetét és a szerzői jogokat jelzi, nem szolgál a cikkben szereplő információk forrásmegjelöléseként.